# Hannah Mitchell

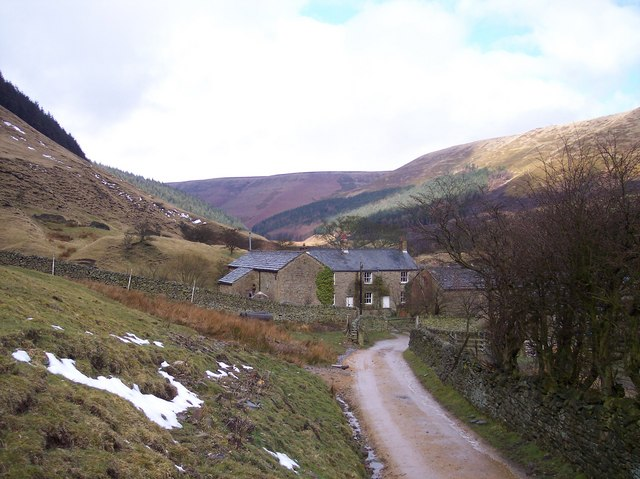
La sua città natale era ad Alport Castles Farm

Hannah Mitchell, nata Hannah Webster (High Peak, 11 febbraio 1872 – Manchester, 22 ottobre 1956), è stata un'attivista, suffragetta, sarta e socialista inglese. Nata in una povera famiglia di agricoltori nel Derbyshire, Hanna Webster lasciò la sua casa in giovane età per lavorare come sarta a Bolton, dove fu coinvolta nel movimento socialista. Ha lavorato per molti anni in organizzazioni legate al socialismo, al suffragio femminile e al pacifismo. Dopo la prima guerra mondiale fu eletta nel Consiglio comunale di Manchester e lavorò come magistrato, prima di lavorare per il leader del Partito Laburista, Keir Hardie.

## Biografia

### Primi anni di vita
Nacque l'11 febbraio 1872 da Benjamin e Ann Webster in una fattoria che prende il nome da Alport Castles, perché situata appena lì sotto, a Hope Woodlands, nel Peak District del Derbyshire. Figlia di un contadino, era la quarta di sei figli. Sua madre aveva un carattere irascibile soprattutto con i suoi ultimi tre figli, Hannah, Sarah e Benjamin. Ad Hanna non fu data un'istruzione formale, anche se suo padre, che era di modi miti, le insegnò a leggere. Hannah rimase a casa a svolgere i lavori domestici con la madre, con la quale non andava d'accordo. Ci si aspettava che lei si prendesse cura di suo padre e dei suoi fratelli, cosa che non le piaceva.
Ben presto Mitchell divenne profondamente consapevole della disuguaglianza di genere nella sfera domestica. Osservava anche i matrimoni precoci, apparentemente inevitabili, delle ragazze intorno a lei con i "ragazzi di campagna", per evitare di avere figli fuori dal matrimonio e desiderava evitare lo stesso destino. In seguito disse nella sua autobiografia che sua madre era una donna cattiva e violenta che a volte faceva dormire i suoi figli nella stalla. All'età di 13 anni divenne apprendista sarta, per guadagnare soldi extra per la sua povera famiglia. A Glossop la sua padrona era una sarta anziana e storpia, la signorina Brown. La Mitchell ha scritto che il suo approccio era in contrasto con la madre e lei le insegnava gentilmente "che il lavoro può anche essere un piacere".
All'età di 14 anni, dopo una discussione con la madre, lasciò la casa e andò a vivere con il fratello William e la famiglia a Glossop e a diciannove si trasferì a Bolton, nel Lancashire, dove trovò lavoro come sarta "guadagnando dieci scellini alla settimana" e nei servizi domestici.

### Matrimonio e socialismo
A Bolton iniziò a migliorare la sua istruzione, inizialmente sperando di diventare un'insegnante. Un lavoro che aveva era nella casa di un maestro di scuola, che le permetteva di prendere in prestito i suoi libri. Fu coinvolta nel movimento socialista e si espresse a favore di orari più brevi e mezza giornata libera (retribuita) settimanale per i lavoratori dei negozi e commentò che le condizioni di lavoro delle donne nell'industria dell'abbigliamento includevano non solo retribuzioni e condizioni scadenti, ma richiedevano anche rigoroso silenzio e multe "applicate da una bisbetica donna dalle labbra sottili".
Mitchell frequentò anche The Labour Church. Fu particolarmente influenzata dal giornale The Clarion di Robert Blatchford. Durante una riunione a cui partecipò, sentì parlare Katharine Glasier.
Nella casa dove alloggiava, incontrò un sarto di nome Gibbon Mitchell ed entrambi erano conosciuti da Richard Pankhurst, che sosteneva il suo interesse per l'area Kinder Scout. Sebbene fosse cauta riguardo al matrimonio, dalle sue osservazioni sui membri della sua famiglia, la giovane coppia desiderava entrambi una casa propria. Si sposarono nella chiesa parrocchiale di Hayfield nel 1895, Hannah indossava un abito grigio e un cappello di velluto coordinato e diede alla luce un figlio, Frank Gibbon Mitchell nel 1896. A causa della difficoltà di questa nascita e della sua riluttanza a far crescere più bambini nella povertà, Hanna decise di non averne più. Lei e suo marito accettarono di usare il controllo delle nascite e non ebbero altri figli. Oltre al figlio, i Mitchell si presero cura anche di una nipote orfana.
Ben presto si ritrovò delusa dal matrimonio. Anche se suo marito inizialmente accettò le sue richieste per una uguale divisione del lavoro nella loro famiglia, ella scoprì che la realtà non era del tutto all'altezza di questo ideale. Continuò a lavorare come sarta per integrare i magri guadagni di Gibbon ed occupava il resto del suo tempo con le faccende domestiche. Come altre donne del movimento socialista, la Mitchell lottò per convincere i socialisti maschi dell'importanza delle questioni femministe.
La coppia si trasferì a Newhall, nel Derbyshire, dove i socialisti in questa zona mineraria cofinanziarono una sala per le riunioni e spesso gli oratori venivano ospitati dai Mitchell. Nel 1900 si trasferirono a Ashton-under-Lyne, vicino a Manchester, dove Gibbon lavorò nella sezione sartoriale del negozio cooperativo. La stessa Mitchell iniziò a parlare pubblicamente alle riunioni del Partito Laburista Indipendente (ILP). Fu nominata dal partito Poor Law Guardian per la loro città nel 1904.

### Ruolo nel movimento per il suffragio femminile
La Mitchell ha poi aderito e lavorato come organizzatrice part-time per la Women's Social and Political Union (WSPU), di Emmeline e Christabel Pankhurst. Anche se inizialmente incerta sulle proposte di 'qualificazione della proprietà' che avrebbero dovuto essere accettabili, la Mitchell voleva una uguaglianza più vera per tutti gli elettori maschi e femmine. Ma ascoltando il discorso di Annie Kenney allo Stalybridge Market notò che, nonostante apparisse affascinata dall'oratrice, la maggioranza avrebbe sostenuto l'ottenimento di voti per tutti gli uomini (Manhood Suffrage) e avrebbe fatto aspettare le donne ancora più a lungo per ottenere il diritto di voto. Mitchell visitò anche il paese, compresi i villaggi della classe operaia a Colne Valley, tenendo lei stessa discorsi e "non ebbe difficoltà" a "trattare con i disturbatori" mentre faceva campagna per il suffragio femminile alle elezioni suppletive.
Nel 1905 la Mitchell si unì a Emmeline Pankhurst, Annie Kenney, Keir Hardie, Theresa Billington e Mrs Elmy alle porte della prigione quando Christabel Pankhurst fu rilasciata dopo una settimana di carcere per il primo assalto alla causa, sputando contro un poliziotto. Fu di nuovo con le 150 donne che tentarono nell'ottobre 1905 di entrare alla Camera dei Comuni e solo 20 furono ammesse, inclusa la Mitchell. Con Louie CulIen la Mitchell aveva nascosto uno striscione 'Voti per le donne" nei suoi vestiti. Mary Gawthorpe si alzò su una sedia per fare un discorso dopo che i loro leader avevano detto loro che il primo ministro Henry Campbell-Bannerman non stava presentando un progetto di legge sul suffragio femminile ed è stata tirata giù dalla polizia, i due striscioni sono stati sollevati ma la polizia li ha fatti a 'brandelli'. Rimase scioccata nel vedere il trattamento rude riservato alla signora Pankhurst e nel vedere che i membri del Parlamento sono venuti subito a guardare "la maggior parte di loro ridendo sonoramente". La Mitchell stava allora conducendo una campagna elettorale nelle elezioni suppletive di Huddersfield dove "le donne dello Yorkshire hanno sentito la chiamata e ci hanno seguito a centinaia". Fu anche impegnata nella filiale di Liverpool avviata da Alice Morrissey. Nel 1907 la Mitchell subì un esaurimento nervoso che il suo medico attribuì al superlavoro e alla malnutrizione. Mentre si stava riprendendo, Charlotte Despard le fece visita e le diede i soldi per il cibo. Nella sua autobiografia menzionò il dolore che provò quando nessuno dei Pankhurst la contattò durante la sua guarigione. Nel 1908 lasciò la WSPU e si unì alla nuova Women's Freedom League della Despard.
Durante la prima guerra mondiale sostenne il movimento pacifista facendo volontariato per organizzazioni come l'ILP No-Conscription Fellowship e la Women's International League. Nel 1918 riprese a lavorare con l'ILP e nel 1924 la nominarono membro del Consiglio comunale di Manchester. Fu eletta e servì fino al 1935. Divenne magistrato nel 1926 e servì in quella veste per i successivi 20 anni.

### Ultimi anni di vita
Il 9 maggio 1939 aiutò ad organizzare una riunione di 40 ex suffragette a Manchester. Verso la fine della seconda guerra mondiale iniziò a lavorare sulla sua autobiografia, che rimase inedita durante la sua vita. Dopo la guerra, iniziò a scrivere per The Northern Voice ed il Manchester City News. Negli ultimi anni della sua vita Hannah visse a Newton Heath. C'è una targa blu dedicata a lei sulla casa al n. 18 di Ingham Street, Newton Heath, dove scrisse la sua autobiografia The Hard Way Up.
Hanna Mitchell morì il 22 ottobre 1956 a Manchester. La sua autobiografia, The Hard Way Up, l'Autobiography of Hannah Mitchell, Suffragette and Rebel, è stata curata da suo nipote e pubblicata nel 1968. C'è anche una targa blu dedicata a lei sul muro della casa in cui visse con la sua famiglia ad Ashton-under-Lyne tra il 1900 e il 1910.

### Hannah Mitchell Foundation
Il 2012 ha visto la formazione della Hannah Mitchell Foundation, un forum per lo sviluppo del governo decentrato in Inghilterra settentrionale. Il nome fu scelto "in memoria di un'eccezionale socialista del Nord, femminista e cooperatrice che era orgogliosa delle sue radici di classe operaia e aveva una visione culturale e politica".